# Voronivți, Teofipol
Voronivți (în ucraineană Воронівці) este localitatea de reședință a comunei Voronivți din raionul Teofipol, regiunea Hmelnîțkîi, Ucraina.

## Demografie
Componența lingvistică a localității Voronivți
     Ucraineană (99,47%)
     Alte limbi (0,53%)
Conform recensământului din 2001, majoritatea populației localității Voronivți era vorbitoare de ucraineană (99,47%), existând în minoritate și vorbitori de alte limbi.